# Viola flettii
Viola flettii är en violväxtart som beskrevs av Charles Vancouver Piper. Viola flettii ingår i släktet violer, och familjen violväxter. Inga underarter finns listade i Catalogue of Life.

## Bildgalleri

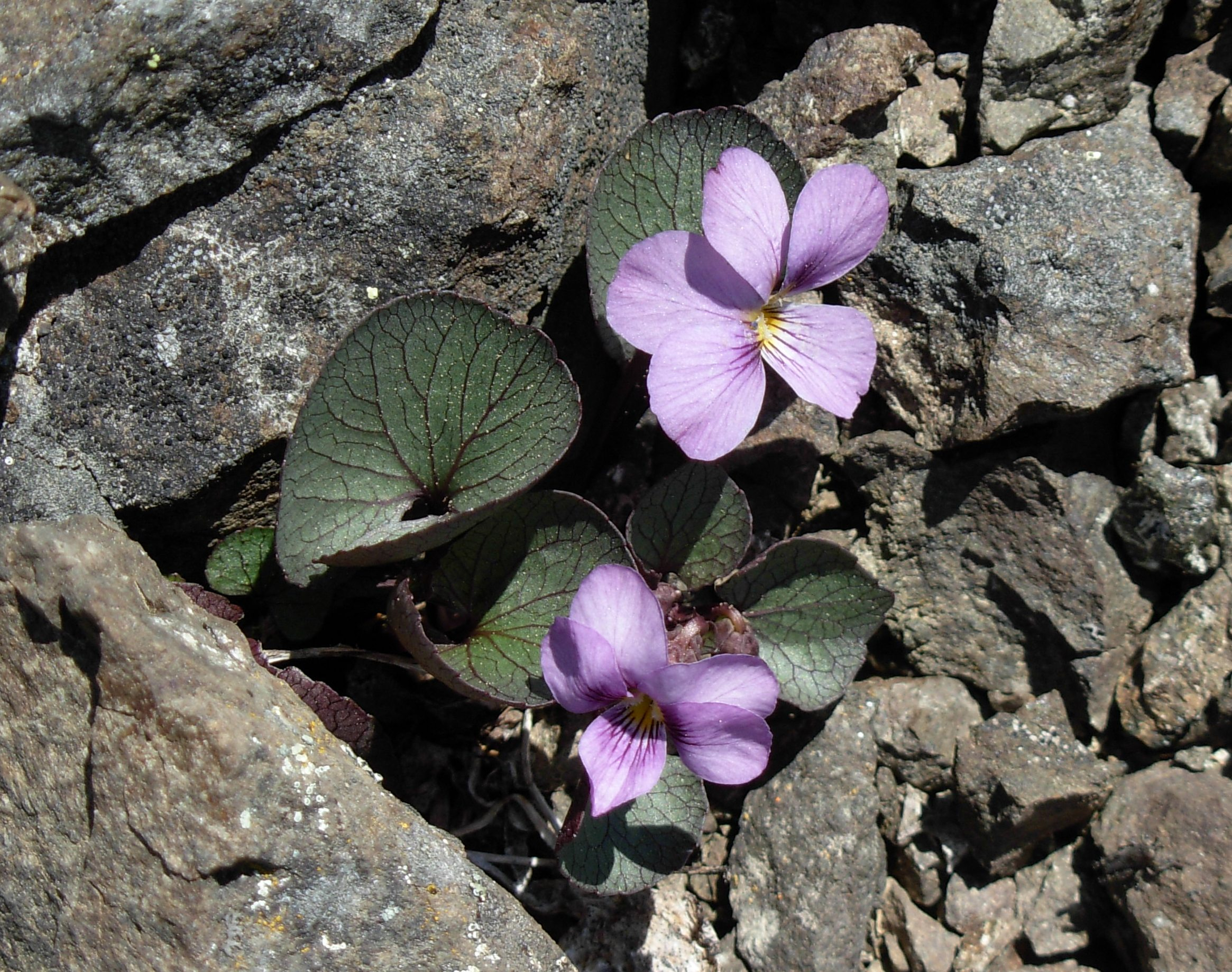
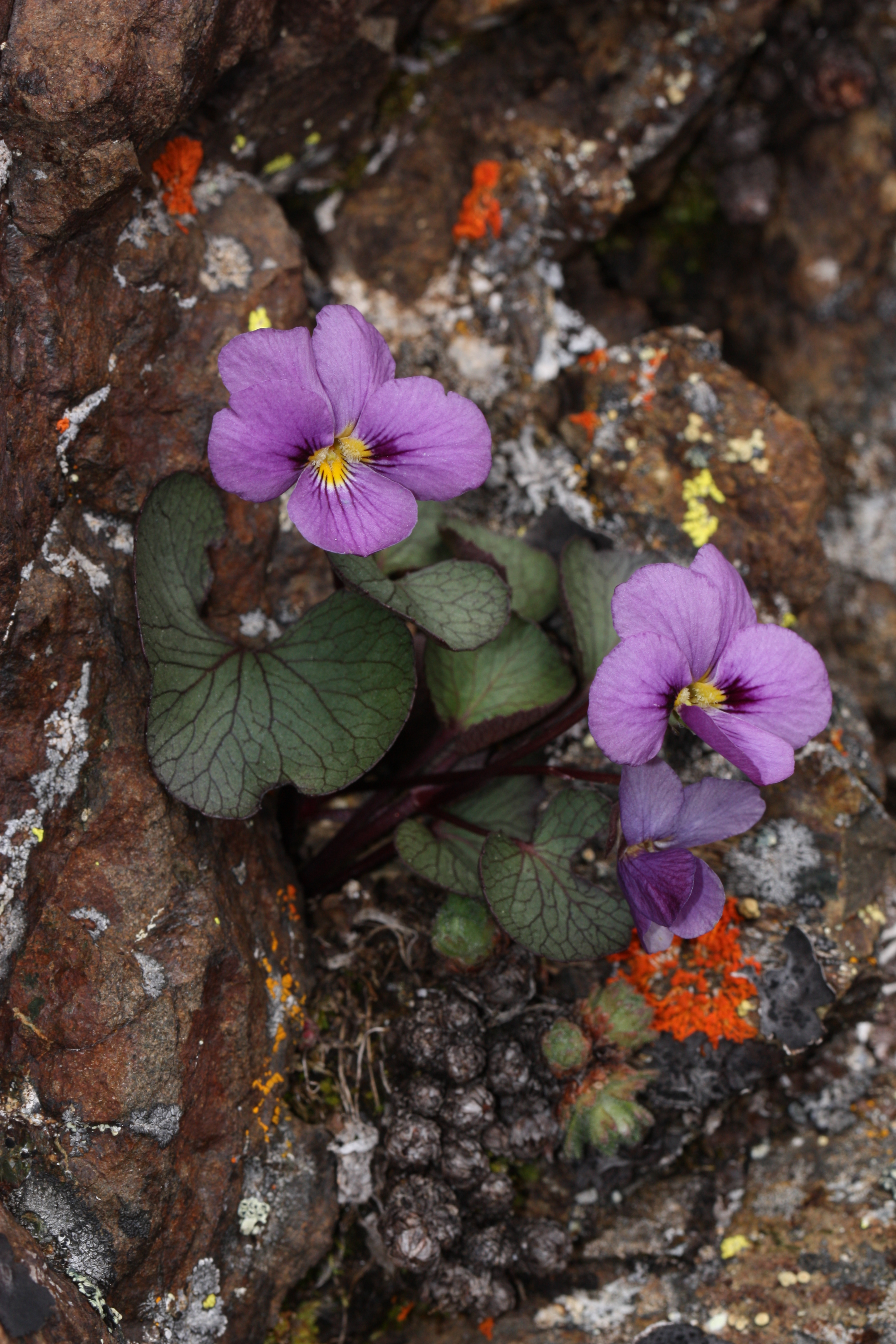
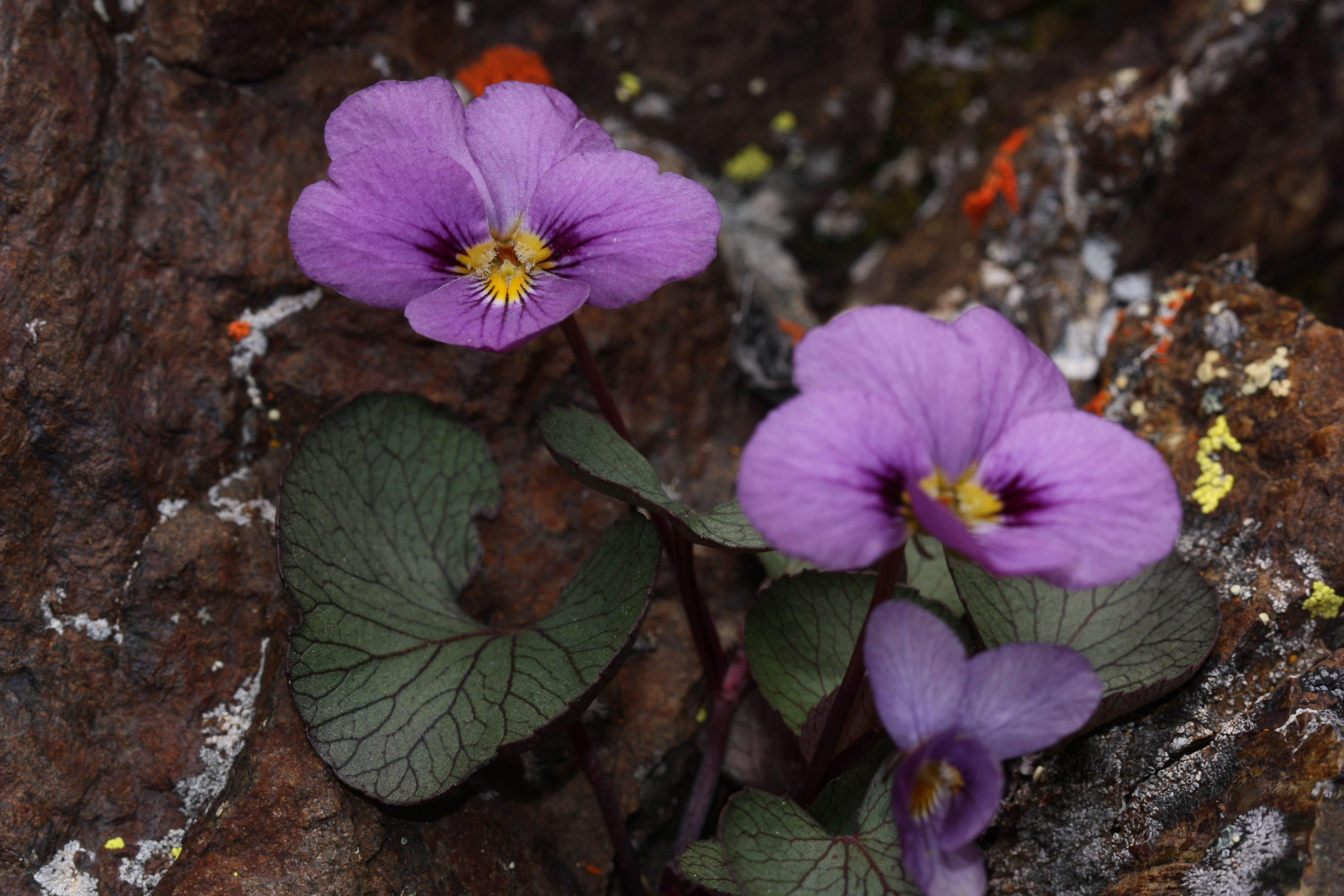
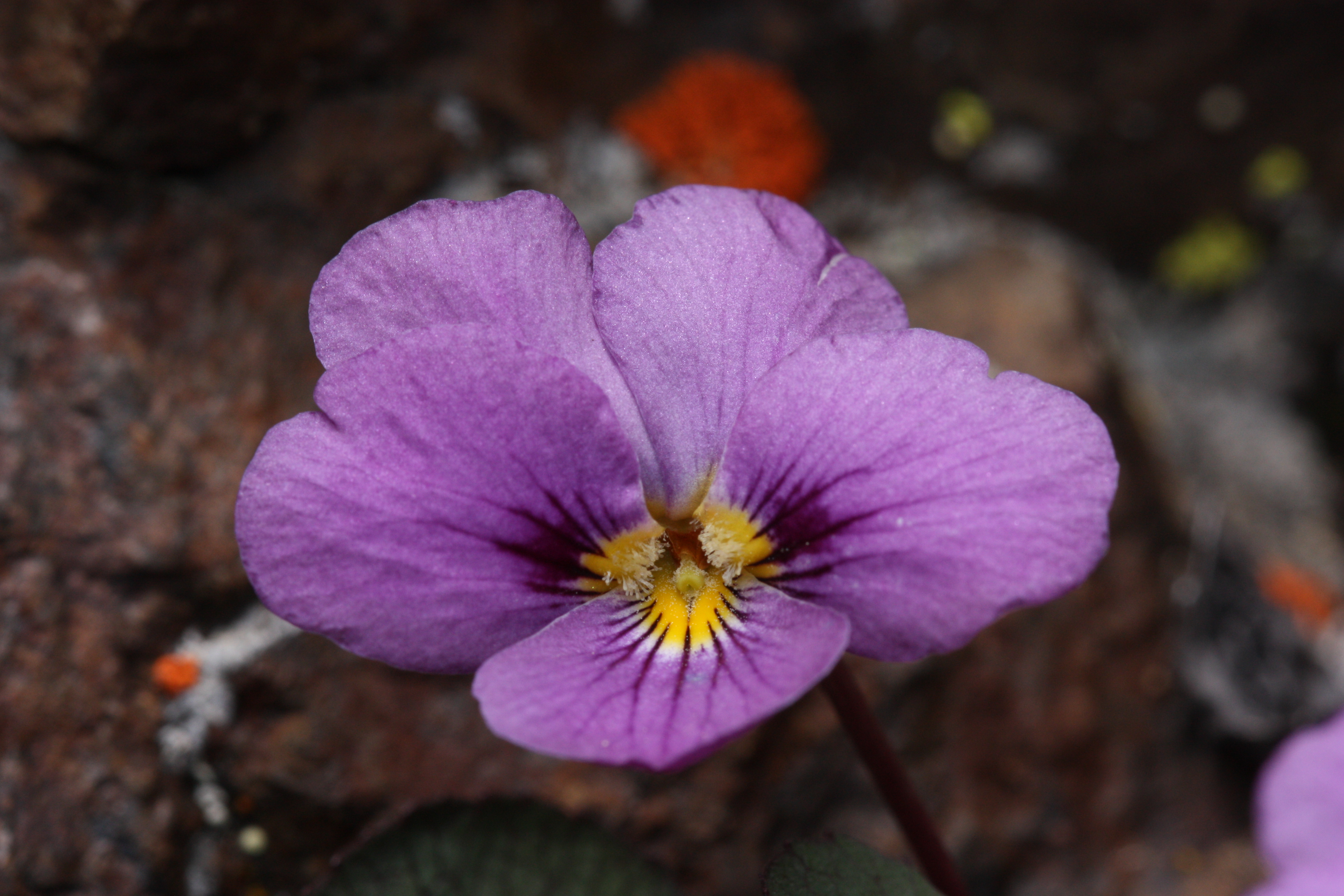
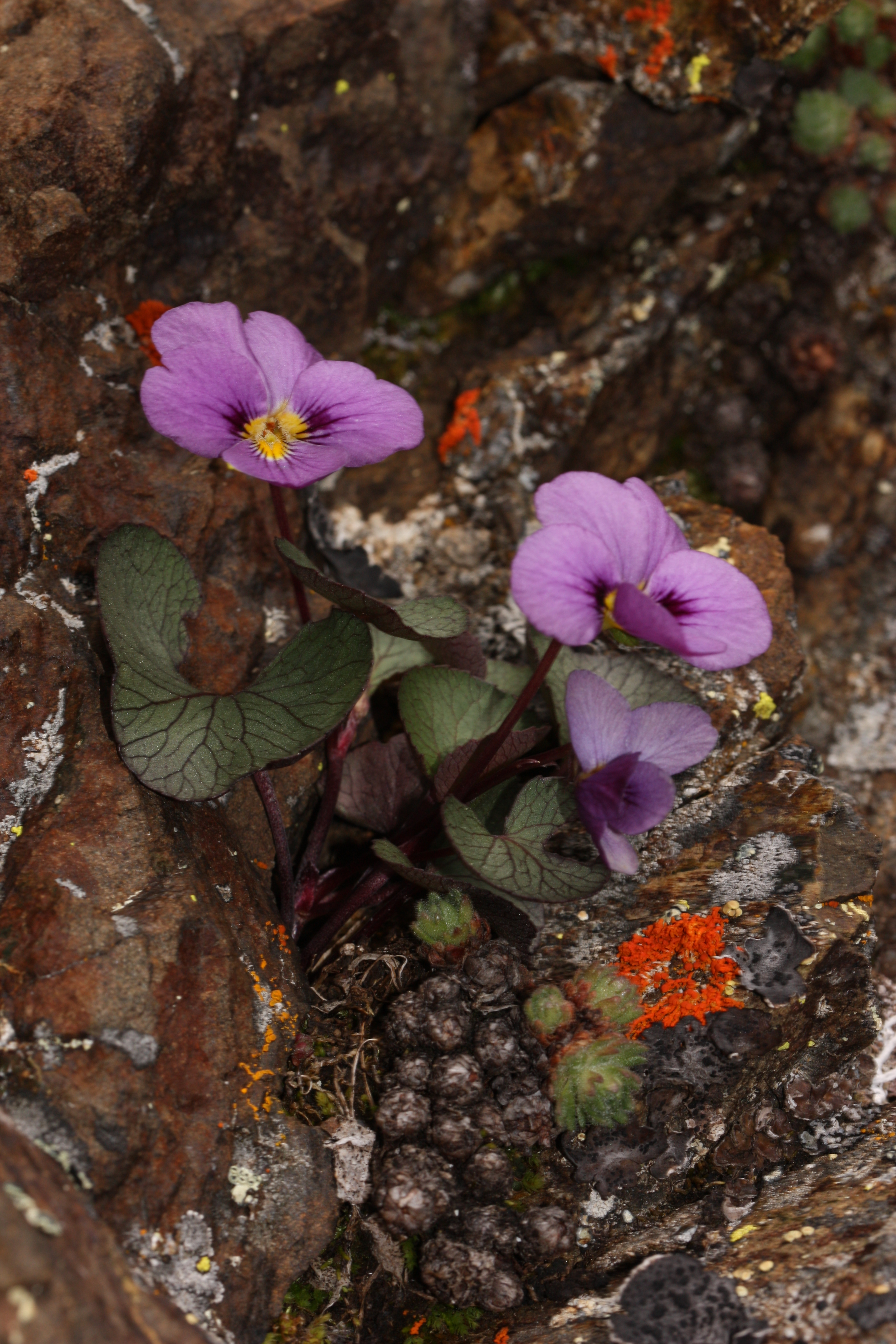
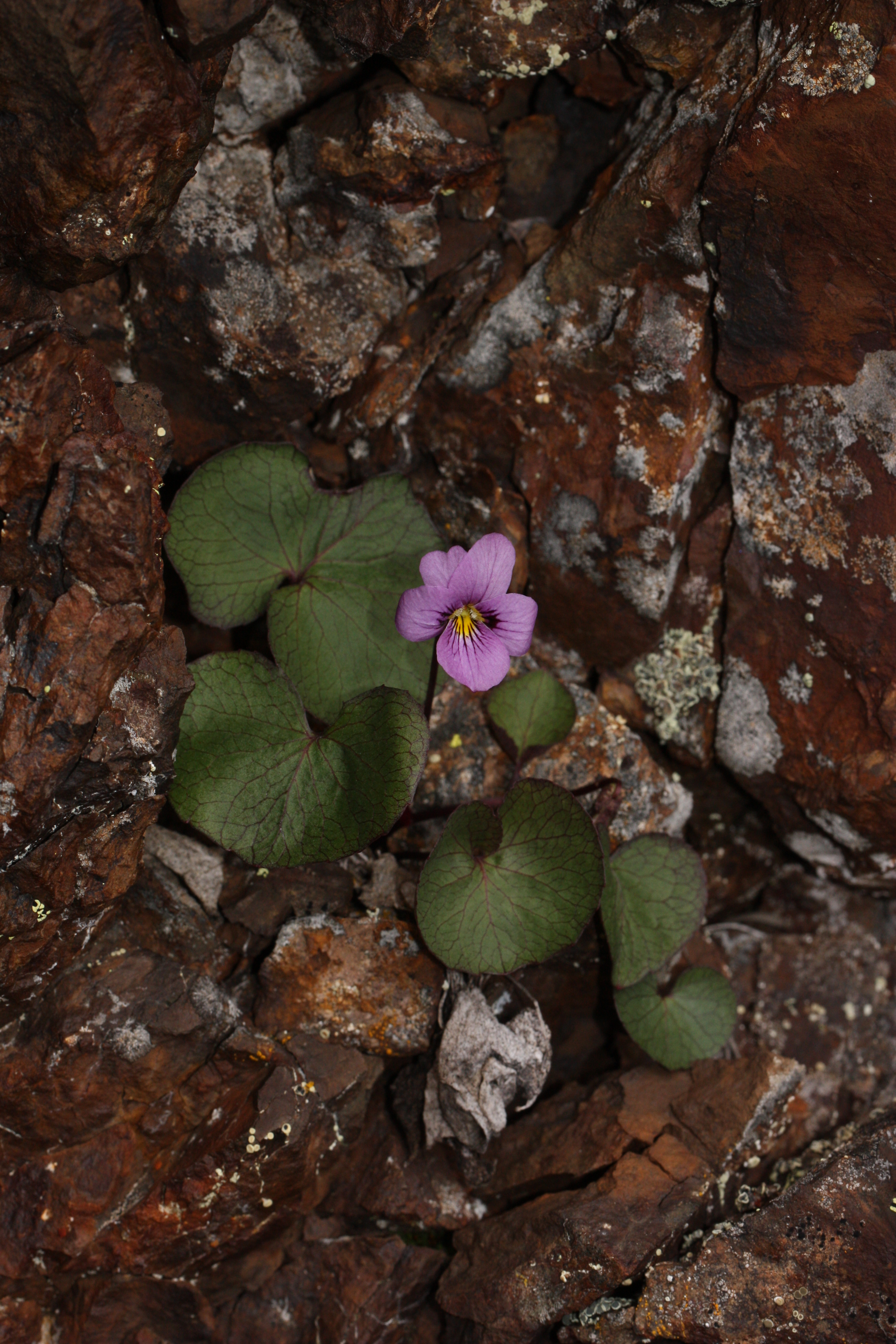